# Miü miü (singel)
Miü miü – singel polskiego rapera Miü, który został wydany 25 lipca 2025 wydaniem własnym za pośrednictwem MUGO.

## Geneza i historia wydania
Utwór został wykonany oraz napisany przez Macieja Sekulskiego, znanego jako Miü. Natomiast za kompozycję, produkcję odpowiada Antoni Alagierski, Oleksandr Liubchenko oraz Milena Takuska. Miks oraz mastering został wykonany przez Alberta Markiewicza.
Wydanie ukazało się w formacie digital download oraz w streamingu w Polsce 25 lipca 2025. Za wydanie singla odpowiada Miü, który wydała utwór jako artysta niezależny za pośrednictwem MUGO.

## Twórcy
Opracowano na podstawie materiałów źródłowych.
- Miü, właśc. Maciej Sekulski – wokal, tekst
- Koder, właśc. Antoni Alagierski – produkcja, kompozycja
- 6ynthmane, właśc. Oleksandr Liubchenko – produkcja, kompozycja
- Milena Takuska – produkcja, kompozycja
- Albert RCB, właśc. Albert Markiewicz – miks, mastering

## Lista utworów
- Digital download[1]

1. „miü miü” – 2:33

## Teledysk
Do utworu powstał teledysk, który udostępniono 25 lipca 2025 za pośrednictwem serwisu YouTube.

## Notowania

### Pozycje na listach tygodniowych
| Kraj   | Lista                    | Pozycja |
| ------ | ------------------------ | ------- |
| Polska | OLiS – single w streamie | 4       |